# Mott-Isolator
Als Mott-Isolatoren werden Materialien bezeichnet, die nach dem Bändermodell eigentlich elektrisch leitend sein sollten, sich aber im Experiment als Isolatoren erweisen. Die Bezeichnung geht auf den britischen Physiker Sir Nevill F. Mott zurück, der sich mit diesem Phänomen auseinandersetzte. Ein Beispiel für einen Mott-Isolator ist Nickel(II)-oxid.

## Geschichte
Im Jahr 1974 sagte Mott Materiezustände voraus, in denen die zentrale Annahme des Bändermodells – jedes Elektron bewegt sich unabhängig und spürt die Anwesenheit der anderen Elektronen nur anhand eines gemittelten Potentials – nicht mehr gilt. Grund hierfür sind geringfügige Wechselwirkungen der Elektronen untereinander, die aus der klassischen Coulomb-Abstoßung zwischen Teilchen gleicher Ladung resultieren. Sie führen zu einer Veränderung der periodischen Potentiale der Atome: Die individuellen Potentialwälle erhöhen sich. Dies spielt vor allem in solchen Festkörpern eine entscheidende Rolle, in denen Coulombschwelle und delokalisierte Elektronen sich in einer sensiblen Balance befinden. Schon kleine Veränderungen in der Potentialform oder -höhe rufen bei ihnen Metall-Isolator-Übergänge hervor. Die Leitungselektronen können sich nicht mehr frei durch den Kristall bewegen. Sie verhalten sich wie räumlich lokalisierte, an individuelle Atome gebundene Teilchen und werden in der veränderten Energielandschaft in den Potentialmulden platziert wie Eier in einem Eierkarton. Das Material wird zum Isolator.
Mott-Isolatoren sind in idealer Weise geeignet, fundamentale Fragen der Festkörperphysik sowie der Atomphysik zu untersuchen, unter anderem die individuelle Wechselwirkung der Elektronen untereinander unter vorgegebenen Bedingungen. Sie spielen auch eine Rolle in einigen Theorien zur Erklärung von Hochtemperatursupraleitern.

## Herstellung
Metall-Isolator-Übergänge vom Mott-Typ lassen sich beispielsweise durch Änderung des Drucks oder durch Dotierung mit Fremdatomen herbeiführen. Erhöht man den Druck in einer nichtleitenden Probe, so wird der Abstand der (ionisierten) Atome geringer. Im gleichen Maß steigt die Zahl der freien Elektronen und ihre gegenseitige Beeinflussung. Bei einem materialabhängigen, kritischen Druck werden die Leitungselektronen schlagartig frei, und der Festkörper wird zum metallischen Leiter. Dotiert man Halbleiter wie Siliciumcarbid oder Galliumarsenid mit geeigneten Materialien, erhöht sich ebenfalls die Anzahl der Elektronen. Nach dem Bändermodell sollte ein Metall entstanden sein, Wechselwirkungen der Elektronen untereinander nach dem Mottmodell lassen das Material jedoch zum Isolator werden.
Eine völlig andere Klasse von Mott-Isolatoren lässt sich mithilfe dünner Oberflächenschichten realisieren. In ausgedehnten Festkörpern gewinnt im Allgemeinen die Tendenz der Elektronen zur Delokalisierung die Oberhand und macht sie so zu elektrischen Leitern. Schränkt man die Elektronen jedoch räumlich ein, beispielsweise auf die äußerst dünne Oberflächenschicht eines Halbleiters, sollte ein Mott-Isolator entstehen. In den 1990er Jahren begann eine systematische Suche nach solchen Materialien. Ein klassisches Experiment ist die Fertigung eines Mott-Isolators auf einer Siliziumoberfläche. Implantiertes Bor sorgt zunächst für eine Elektronenverarmung, dann wird Kalium absorbiert, bis genug Elektronen zur Verfügung stehen, um nach dem Bloch-Wilson-Modell metallische Leitfähigkeit zu erreichen. Zur Untersuchung der elektronischen Konfiguration wird die Kalium-bedeckte Siliciumoberfläche mit (kurzwelligem) Licht bestrahlt, das Elektronen aus dem Material herausschlägt. Die Energieverteilung der emittierten Photoelektronen weist eine deutliche Bandlücke zwischen gefüllten und leeren Energiebändern auf, das Charakteristikum für einen Isolator.

## Umwandlung eines Bose-Einstein-Kondensats in einen Mott-Isolator
Im Jahr 2002 berichteten Münchner Wissenschaftler erstmals von der Umwandlung eines Bose-Einstein-Kondensats (BEC) in einen Mott-Isolator in der Nähe des absoluten Temperaturnullpunktes. Die Forscher fingen das suprafluide Quantenkollektiv in einem dreidimensionalen Netz aus Laserstrahlen ein und drängten so dessen Mitglieder auf genau definierte Gitterplätze. Die Gemeinschaft zerfiel in individuelle Atome, die in einzelnen Wellentälern eingesperrt waren. Mit dem Lasergitter konnte zudem die Tiefe sowie die Periodizität der Energielandschaft beliebig geändert und damit zwischen dem Mott-Isolator und einem Bose-Einstein-Kondensat hin und her geschaltet werden. Derartige Mott-Isolatoren eröffnen als Schalt- und Rechenelemente neue Perspektiven auf dem Weg zu einem Quantencomputer.